# Anopheles squamifemur
Anopheles squamifemur este o specie de țânțari din genul Anopheles, descrisă de Antunes în anul 1937. Conform Catalogue of Life specia Anopheles squamifemur nu are subspecii cunoscute.